# المهدي موهوب
المهدي موهوب (مواليد 5 يونيو 2003) هو لاعب كرة قدم مغربي، يشغل مركز مهاجم في نادي نادى دينمو موسكو

## مسيرته

### الظهور لأول مرة مع الفتح الرباطي وشباب السوالم (2022-2023)
ظهر المهدي موهوب لأول مرة في البطولة الوطنية مع نادي الفتح الرباطي تحت قيادة جمال السلامي. كانت أول مباراة له يوم 15 نوفمبر 2022 ضد نهضة بركان. أما هدفه الأول فقد سجله في 8 مايو 2002 ضد أولمبيك خريبكة.
تمت إعارته بعد ذلك إلى نادي الشباب الرياضي السالمي الذي لعب معه الجزء الثاني من موسم 2022-2023، حيث لعب 12 مباراة وسجل 7 أهداف.

### مع الرجاء (منذ 2023)
قام الرجاء بتعيينه خلال موسم 2023 خارج الموسم مقابل عقد يربطه بالنادي حتى عام 2026. لعب أول مباراة له في 17 سبتمبر 2023 ضد المغرب الفاسي وسجل هدفه الأول مع الرجاء في 6 يناير 2024 في برشيد ضد مولودية وجدة. في 14 فبراير 2024، تم طرده ضد المغرب الفاسي، قبل نهاية الشوط الأول بقليل، لحصوله على إنذارين.
وفي مباراته العاشرة مع الرجاء، ساهم في فوز فريقه بتسجيل هدفين في المباراة ضد حسنية أكادير يوم 20 فبراير 2024.

## المسار الدولي
شارك المهدي موهوب مع المنتخب المغربي تحت 20 سنة في دورة اتحاد شمال إفريقيا 2020 المؤهلة لكأس الأمم الإفريقية تحت 20 سنة 2021. وتميّز المهدي خلال البطولة المذكورة بشكل خاص أمام الجزائر بتسجيله الهدف الوحيد في المباراة. لكن موهوب تمت معاقبته من قبل اتحاد شمال إفريقيا لكرة القدم بسبب لفتة غير رياضية بعد أن سجل هدفه. وقد تمكّن المنتخب المغربي من التأهل لكأس إفريقيا 2021.
شارك مع المنتخب المغربي في كأس الأمم الأفريقية خلال فبراير 2021. المنافسة التي في نهايتها خرج المغرب من الدور ربع النهائي على يد تونس بركلات الترجيح. وقد لعب موهوب جميع مباريات المنتخب بالبطولة التي نُظّمت في موريتانيا.

## إحصائيات

### إحصائيات النادي
الجدول التالي يبين إحصائيات المهدي موهوب:
| المنافسة        | المباريات | المُشاركة أساسيا | الأهداف |
| --------------- | --------- | --------------- | ------- |
| البطولة الوطنية | 57        | 30              | 15      |
| كأس العرش       | 3         | 2               | 1       |
| المجموع         | 60        | 32              | 16      |

## روابط خارجية
- المهدي موهوب على موقع قاعدة بيانات كرة القدم.إي يو (الإنجليزية)
- المهدي موهوب على موقع Soccerbase.com (لاعب) (الإنجليزية)
- المهدي موهوب على موقع Soccerway.com (الإنجليزية)
- المهدي موهوب على موقع عالم كرة القدم.نت (الإنجليزية)
- المهدي موهوب على موقع كووورة
- المهدي موهوب على موقع GSA (الإنجليزية)